# Neuhausen (Engen)
Neuhausen ist ein Stadtteil von Engen im baden-württembergischen Landkreis Konstanz. Der einst selbständige Ort wurde am 1. Januar 1975 nach Engen eingemeindet.

## Lage und Verkehrsanbindung
Neuhausen liegt südlich des Kernortes Engen. Unweit westlich verläuft die Landesstraße L 191, nördlich die B 491 und östlich die A 81. Durch den Ort fließt der Hepbach.
Östlich vom Ort liegt das 63,4 Hektar große Naturschutzgebiet Schoren (siehe Liste der Naturschutzgebiete im Landkreis Konstanz).